# Kriatxkoïta
La kriatxkoïta o kryachkoïta és un mineral de la classe dels elements natius. Rep el nom en honor de Valeri Kriatxkó, prospector rus que va descobrir el 1979 les mostres originals del meteorit del Khatirka.

## Característiques
La kriatxkoïta és un aliatge de fórmula química (Al,Cu)₆(Fe,Cu). Va ser aprovada com a espècie vàlida per l'Associació Mineralògica Internacional l'any 2016, i la primera publicació data del 2017. Cristal·litza en el sistema ortoròmbic. Químicament és semblant a la hollisterita, així com a la icosaedrita. Es coneix un anàleg sintètic seu.
Segons la classificació de Nickel-Strunz la kriatxkoïta pertany a «01.AA - Metalls i aliatges intermetàl·lics de la família coure-cupalita» juntament amb els següents minerals: alumini, coure, or, plom, níquel, plata, steinhardtita, auricuprur, cuproaurur, tetraauricuprur, anyuiïta, khatirkita, novodneprita, cupalita, hunchunita, stolperita, hollisterita, icosaedrita i proxidecagonita.
L'exemplar que va servir per a determinar l'espècie, el que es coneix com a material tipus, es troba conservat a les col·leccions mineralògiques del Museu Nacional d'Història Natural, l'Smithsonian, situat a Washington DC (Estats Units), amb el número de registre: usnm 7908.

## Formació i jaciments
Va ser descoberta al meteorit del Khatirka, trobat al rierol Listvenítovi, al massís de Iomrautvaam, a Koriàkia (Krai de Kamtxatka, Rússia). Es tracta de l'únic indret de tot el planeta on ha estat descrita aquesta espècie mineral.